# Lista över fornlämningar i Sigtuna kommun
Lista över fornlämningar i Sigtuna kommun är en förteckning av ett urval av de fornlämningar som finns i Sigtuna kommun.

## Haga
Se Lista över fornlämningar i Sigtuna kommun (Haga)

## Husby-Ärlinghundra
Se Lista över fornlämningar i Sigtuna kommun (Husby-Ärlinghundra)

## Lunda
Se Lista över fornlämningar i Sigtuna kommun (Lunda)

## Norrsunda
Se Lista över fornlämningar i Sigtuna kommun (Norrsunda)

## Odensala
Se Lista över fornlämningar i Sigtuna kommun (Odensala)

## Sankt Olof
Se Lista över fornlämningar i Sigtuna kommun (Sankt Olof)

## Sankt Per
Se Lista över fornlämningar i Sigtuna kommun (Sankt Per)

## Sigtuna
Se Lista över fornlämningar i Sigtuna kommun (Sigtuna)

## Skepptuna
Se Lista över fornlämningar i Sigtuna kommun (Skepptuna)

## Skånela
Se Lista över fornlämningar i Sigtuna kommun (Skånela)

## Vidbo
Se Lista över fornlämningar i Sigtuna kommun (Vidbo)